# ニューカッスル病
ニューカッスル病（ニューカッスルびょう）は、鳥類のウイルス性感染症である。ニワトリをはじめ多くの家禽や野生鳥類に感染する。日本も含めた多くの国に在来する病気で、伝染性が高く、経済的にも重大な影響を与える。日本ではニワトリ、アヒル、ウズラ、七面鳥に関して家畜伝染病予防法の法定伝染病に指定されている。家禽における法定伝染病はほかに高病原性鳥インフルエンザ、家禽コレラ、家禽サルモネラ感染症がある。
東南アジアで1926年に初めて発見されたが、翌1927年にイギリスのニューカッスル・アポン・タインで再発見されたため命名された。「ニューカッスル」を日本語に訳すと「新しい城」となるが、中国語では「新城病」と表記される。
病原体であるニューカッスル病ウイルス（Newcastle disease virus：NDV）は、1本鎖-鎖RNAウイルスで、麻疹ウイルス、ムンプスウイルス、ジステンパーウイルス、センダイウイルスなどとともにパラミクソウイルス科に分類される。

## 症状等
感染は病鳥の糞などで汚染された飼料、水、器具や衣服などを通して起こる。ヒトが病鳥に直接曝露されると、稀に軽度の結膜炎とインフルエンザ様症状を起こすことがあるが、それ以外にはNDVはヒトの健康に害を及ぼすことはない。
鳥類の症状はNDVの系統、および宿主の種や健康状態、齢数などによって大きく異なるが、呼吸器系（呼吸困難、咳）、神経系（抑うつ、食欲不振、翼の脱力、麻痺）、眼や首の腫脹、下痢、卵殻の異常、産卵の減少などがある。ニワトリが最も感受性が高い。トリインフルエンザと誤認される場合もある。
NDVの系統は強毒株、中毒株、弱毒株に分けられる。強毒型はさらにアジア型（内臓強毒型）とアメリカ強毒型（神経強毒型）に分けられる。強毒株は呼吸器と神経に重篤な症状を起こし、感染力も強く死亡率は90%にも達する。中毒株は咳や産卵の異常を起こし死亡率は10%ほどになる。弱毒株の死亡率はごくわずかである。
強毒株は全身の臓器に存在するフーリン(en:furin)などの酵素によりFタンパク質の開裂が起こるため全身の臓器で増殖することが可能であるが、弱毒株では気管や消化器に存在する酵素によってしかFタンパク質の開裂が起こらないため、気道と消化器でしか増殖することができない。
治療法はないが（日本では法定伝染病であるため淘汰の対象となる）、計画的なワクチン接種と衛生管理により予防が可能であり、これによって近年の日本における、通常の養鶏農場での発生の心配は殆どなくなった。しかし、NDワクチンの接種を行なっていない小規模農家や、鑑賞用として飼育している愛好家のニワトリで未だに散発的な発生が見られている。
診断には発育鶏卵や組織培養法を用いてウイルスを分離、赤血球凝集抑制試験（HI試験）により同定する。抗体の検出にはゲル内沈降反応やELISAが有用である。
伝染性喉頭気管炎、伝染性気管支炎、マレック病、鶏脳脊髄炎、鶏脳軟化症、トリインフルエンザ、家禽コレラとの鑑別が必要である。
NDの生ワクチンと伝染性喉頭気管炎の生ワクチンの間では干渉現象が認められるため、両者は混合使用されない。

## NDVの利用
NDVにはヒトの正常細胞には強い毒性を示さず一部の癌細胞を選択的に殺す性質がある（正常細胞にある感染抑止機構が癌化により外れると考えられる）ことから、関心が持たれている。
ヘブライ大学の研究者は特異的に癌細胞だけを標的にする自然変異株NDV-HUJを分離した。これは弱毒株の一種で、正常細胞にはほとんど影響せずにある種の癌細胞（脳腫瘍、肺癌）に選択的に感染し複製する性質を持っている。2006年の発表によれば彼らはこの新しいウイルス療法を14人の多型性神経膠芽腫（悪性度の高い脳腫瘍）患者に適用し、うち1人で腫瘍が退縮するという有望な結果を得た（外部リンク参照）。